# Kanton Chaumont-3
Der Kanton Chaumont-3 ist seit 2015 ein französischer Wahlkreis im Arrondissement Chaumont, im Département Haute-Marne und in der Region Grand Est; sein Hauptort ist Chaumont.

## Geschichte
Der Kanton wurde am 22. März 2015 im Rahmen der Neugliederung der Kantone neu geschaffen. Seine Gemeinden gehörten bis 2015 zu den Kantonen Chaumont-Sud (5 der 7 Gemeinden) und südlichen Vierteln der Stadt Chaumont.

## Gemeinden
Der Kanton besteht aus sechs Gemeinden und Teilgemeinden mit insgesamt 9970 Einwohnern (Stand: 1. Januar 2022) auf einer Gesamtfläche von 120,72 km²:
| Gemeinde            | Einwohner 1. Januar 2022 | Fläche km² | Dichte Einw./km² | Code INSEE | Postleitzahl |
| ------------------- | ------------------------ | ---------- | ---------------- | ---------- | ------------ |
| Chaumont            | 7.676                    | 24,90      | 308              | 52121      | 52000        |
| Foulain             | 681                      | 26,28      | 26               | 52205      | 52800        |
| Luzy-sur-Marne      | 279                      | 16,11      | 17               | 52297      | 52000        |
| Neuilly-sur-Suize   | 292                      | 14,67      | 20               | 52349      | 52000        |
| Semoutiers-Montsaon | 723                      | 27,40      | 26               | 52469      | 52000        |
| Verbiesles          | 319                      | 11,36      | 28               | 52514      | 52000        |
| Kanton Chaumont-3   | 9.970                    | 120,72     | 83               | 5207       | –            |

1. ↑   Nur der südliche Teil der Gemeinde, der Rest verteilt sich auf die Kantone Chaumont-1 und Chaumont-2.

## Politik
Im 1. Wahlgang am 22. März 2015 erreichte keines der drei Kandidatenpaare die absolute Mehrheit. Bei der Stichwahl am 29. März 2015 gewann das Gespann Paul Flamerion/Catherine Pazdzior Axel Causin/Yasmina El-Faqir (beide Union de la Gauche) gegen  (beide PS) mit einem Stimmenanteil von 59,37 % (Wahlbeteiligung:42,42 %).
| Vertreter im Departementrat des Départements | Vertreter im Departementrat des Départements | Vertreter im Departementrat des Départements |
| Amtszeit                                     | Name                                         | Partei                                       |
| -------------------------------------------- | -------------------------------------------- | -------------------------------------------- |
| 2015–2021                                    | Catherine Pazdzior                           | DVD                                          |
| 2015–2020                                    | Paul Flamérion                               | LR                                           |
| 2020–2021                                    | Patrick Viard                                | DVD                                          |
| 2021–                                        | Catherine Pazdzior-Vigneron Patrick Viard    | DVD                                          |